# Кахарам

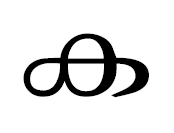
Кахарам

Малаяли акшарамал

Кахарам (малаял. കകാരം) — ка, 14-я буква алфавита малаялам, в начале слова, в сдвоенном положении и в лигатуре перед другой согласной обозначает глухой велярный взрывной согласный «ка», в интервокальном положении обозначает глухой глоттальный щелевой согласный «ха». Акшара-санкхья — 1 (один).
Лигатуры: кка — ക്ക.

## Вйакаранам (грамматика)
- -ккы — окончание дательного падежа существительных.
- -кал — окончание множественного числа существительных.
- -уха — окончание словарной формы глаголов.
- -ко — окончание повелительной формы глагола единственного числа.